# Seznam dílů seriálu Alf
Toto je seznam dílů seriálu Alf. Seriál Alf má 4 řady se 102 díly. První tři řady jsou po 26 dílech a poslední řada je s 24 díly. Premiérově se v Česku vysílal na České televizi v letech 1994 až 1997. Dvojdílný speciál Alfovy výjimečné Vánoce z druhé řady byl nadabován a odvysílán až v roce 2012 na TV Prima.

## Přehled řad
| Řada | Díly | Premiéra v USA | Premiéra v USA  | Premiéra v ČR   | Premiéra v ČR                     |
| Řada | Díly | První díl      | Poslední díl    | První díl       | Poslední díl                      |
| ---- | ---- | -------------- | --------------- | --------------- | --------------------------------- |
| 1    | 26   | 22. září 1986  | 11. května 1987 | 22. května 1994 | 13. listopadu 1994                |
| 2    | 26   | 21. září 1987  | 9. května 1988  | 14. května 1995 | 22. října 1995 (a 11. února 2012) |
| 3    | 26   | 3. října 1988  | 8. května 1989  | 22. září 1996   | 18. března 1997                   |
| 4    | 24   | 18. září 1989  | 24. března 1990 | 28. září 1997   | 2. května 1998                    |

## Seznam dílů

### První řada (1986–1987)
| Č. v seriálu | Č. v řadě | Původní název                       | Český název              | Režie                     | Scénář                                                       | Premiéra v USA     | Premiéra v ČR (ČT) | Produkční kód |
| ------------ | --------- | ----------------------------------- | ------------------------ | ------------------------- | ------------------------------------------------------------ | ------------------ | ------------------ | ------------- |
| 1            | 1         | A.L.F.                              | Návštěva z kosmu         | Tom Patchett              | Tom Patchett                                                 | 22. září 1986      | 22. května 1994    | 1001          |
| 2            | 2         | Strangers in the Night              | Dobrodružná noc          | Peter Bonerz              | Paul Fusco a Thad Mumford                                    | 29. září 1986      | 29. května 1994    | 1004          |
| 3            | 3         | Looking for Lucky                   | Hledá se kocour          | Peter Bonerz              | Bob Bendetson a Howard Bendetson                             | 6. října 1986      | 5. června 1994     | 1006          |
| 4            | 4         | Pennsylvania 6-5000                 | Vysoké styky             | Peter Bonerz              | Donald Todd                                                  | 13. října 1986     | 12. června 1994    | 1003          |
| 5            | 5         | Keepin' the Faith                   | Obchodní úspěchy         | Peter Bonerz              | Laurie Gelman                                                | 20. října 1986     | 19. června 1994    | 1008          |
| 6            | 6         | For Your Eyes Only                  | Přítelkyně               | Peter Bonerz              | Mitzi McCall a Adrienne Armstrong                            | 3. listopadu 1986  | 26. června 1994    | 1005          |
| 7            | 7         | Help Me, Rhonda                     | Touha po domově          | Peter Bonerz a Rick Gough | Tom Patchett a Lloyd Garver                                  | 10. listopadu 1986 | 3. července 1994   | 1010          |
| 8            | 8         | Don't It Make Your Brown Eyes Blue? | Co dokáže láska?         | Tom Patchett              | Jerry Stahl                                                  | 17. listopadu 1986 | 10. července 1994  | 1011          |
| 9            | 9         | Jump                                | Předsevzetí              | Peter Bonerz              | Gary Markowitz                                               | 24. listopadu 1986 | 17. července 1994  | 1009          |
| 10           | 10        | Baby, You Can Drive My Car          | Postrach silnic          | Nancy Heydorn             | Thad Mumford a Laurie Gelman                                 | 1. prosince 1986   | 24. července 1994  | 1013          |
| 11           | 11        | On the Road Again                   | Dovolená                 | Peter Bonerz              | Bob Bendetson a Howard Bendetson                             | 8. prosince 1986   | 31. července 1994  | 1002          |
| 12           | 12        | Oh, Tannerbaum                      | První Vánoce             | Rick Gough                | Donald Todd                                                  | 22. prosince 1986  | 7. srpna 1994      | 1012          |
| 13           | 13        | Mother and Child Reunion            | Katalyzátor              | Tom Patchett              | Bob Bendetson a Howard Bendetson                             | 12. ledna 1987     | 14. srpna 1994     | 1014          |
| 14           | 14        | A Little Bit of Soap                | Příběh ze života         | Tom Patchett              | Laurie Gelman                                                | 19. ledna 1987     | 21. srpna 1994     | 1015          |
| 15           | 15        | I've Got a New Attitude             | Léčitel duší             | Nancy Heydorn             | Thad Mumford                                                 | 2. února 1987      | 28. srpna 1994     | 1017          |
| 16           | 16        | Try to Remember                     | Výpadek paměti: část 1.  | Tom Patchett              | Laurie Gelman, Bob Bendetson, Howard Bendetson a Donald Todd | 9. února 1987      | 6. listopadu 1994  | 1023          |
| 17           | 17        | Try to Remember                     | Výpadek paměti: část 2.  | Tom Patchett              | Laurie Gelman, Bob Bendetson, Howard Bendetson a Donald Todd | 9. února 1987      | 13. listopadu 1994 | 1023          |
| 18           | 18        | Border Song                         | Hledá se otec            | Tom Patchett              | Donald Todd                                                  | 16. února 1987     | 4. září 1994       | 1016          |
| 19           | 19        | Wild Thing                          | Alf na divoko            | Nancy Heydorn             | David Silverman a Stephen Sustarsic                          | 2. března 1987     | 11. září 1994      | 1018          |
| 20           | 20        | Going Out of My Head Over You       | Případ pro psychologa    | Nancy Heydorn             | Bob Bendetson a Howard Bendetson                             | 16. března 1987    | 18. září 1994      | 1019          |
| 21           | 21        | Lookin' Through the Windows         | Alf detektivem           | Nancy Heydorn             | Bob Bendetson                                                | 23. března 1987    | 25. září 1994      | 1021          |
| 22           | 22        | It Isn't Easy ... Bein' Green       | Což takhle dát si chřest | Peter Bonerz              | Wendy Graf a Lisa Stotsky                                    | 30. března 1987    | 2. října 1994      | 1007          |
| 23           | 23        | The Gambler                         | Nebezpečný hazard        | Gary Shimokawa            | Thad Mumford a Laurie Gelman                                 | 6. dubna 1987      | 9. října 1994      | 1022          |
| 24           | 24        | Weird Science                       | Průkopníci vědy          | Paul Fusco                | Paul Fusco                                                   | 13. dubna 1987     | 16. října 1994     | 1020          |
| 25           | 25        | La Cucharacha                       | Brouk v domě             | Peter Baldwin             | Jerry Stahl                                                  | 4. května 1987     | 23. října 1994     | 1025          |
| 26           | 26        | Come Fly With Me                    | Létání je hračka         | Peter Baldwin             | Nelson Costello                                              | 11. května 1987    | 30. října 1994     | 1024          |

### Druhá řada (1987–1988)
| Č. v seriálu | Č. v řadě | Původní název                     | Český název                      | Režie                     | Scénář                                  | Premiéra v USA     | Premiéra v ČR (ČT) | Produkční kód |
| ------------ | --------- | --------------------------------- | -------------------------------- | ------------------------- | --------------------------------------- | ------------------ | ------------------ | ------------- |
| 27           | 1         | Working My Way Back to You        | Majordomus                       | Nick Havinga              | Steve Pepoon                            | 21. září 1987      | 28. května 1995    | 2003          |
| 28           | 2         | Somewhere Over the Rerun          | Trosečníci na ostrově            | Nick Havinga              | Scott Spencer Gorden                    | 28. září 1987      | 4. června 1995     | 2004          |
| 29           | 3         | Take a Look at Me Now             | Alf není přelud                  | Gary Shimokawa            | Steve Pepoon                            | 5. října 1987      | 18. června 1995    | 2006          |
| 30           | 4         | Wedding Bell Blues                | Nechoď do kláštera               | Burt Brinckerhoff         | Lisa A. Bannick                         | 12. října 1987     | 16. července 1995  | 2010          |
| 31           | 5         | Prime Time                        | Boj o diváka                     | Burt Brinckerhoff         | Lisa A. Bannick                         | 19. října 1987     | 9. července 1995   | 2009          |
| 32           | 6         | Some Enchanted Evening            | Vydařený večer                   | Gary Shimokawa            | Seth Weisbord                           | 26. října 1987     | 11. června 1995    | 2005          |
| 33           | 7         | Oh, Pretty Woman                  | Soutěž krásy                     | Burt Brinckerhoff         | Alicia Marie Schudt                     | 2. listopadu 1987  | 14. května 1995    | 2001          |
| 34           | 8         | Something's Wrong With Me         | Kosmická škytavka                | Burt Brinckerhoff         | Steve Pepoon                            | 9. listopadu 1987  | 23. července 1995  | 2011          |
| 35           | 9         | Night Train                       | Noční vlak                       | Burt Brinckerhoff         | Bob Bendetson                           | 16. listopadu 1987 | 6. srpna 1995      | 2013          |
| 36           | 10        | Isn't it Romantic?                | Špetka romantiky                 | Gary Shimokawa            | Seth Weisbord                           | 23. listopadu 1987 | 2. července 1995   | 2008          |
| 37           | 11        | Hail to the Chief                 | Kandidáti                        | Burt Brinckerhoff         | Lisa A. Bannick                         | 7. prosince 1987   | 13. srpna 1995     | 2014          |
| 38           | 12        | ALF's Special Christmas           | Alfovy výjimečné Vánoce: část 1. | Burt Brinckerhoff         | Steven Hollander                        | 14. prosince 1987  | 11. února 2012     | 2040          |
| 39           | 13        | ALF's Special Christmas           | Alfovy výjimečné Vánoce: část 2. | Burt Brinckerhoff         | Steven Hollander                        | 14. prosince 1987  | 11. února 2012     | 2040          |
| 40           | 14        | The Boy Next Door                 | Nový soused                      | Burt Brinckerhoff         | Al Jean a Michael Reiss                 | 4. ledna 1988      | 20. srpna 1995     | 2015          |
| 41           | 15        | Can I Get a Witness?              | Soud                             | Gary Shimokawa            | Nelson Costello                         | 11. ledna 1988     | 25. června 1995    | 2007          |
| 42           | 16        | We're So Sorry, Uncle Albert      | Návštěva strýčka                 | Nick Havinga              | Paul Fusco                              | 25. ledna 1988     | 27. srpna 1995     | 2016          |
| 43           | 17        | Someone to Watch Over Me: Part 1  | Občané a zloději: část 1.        | Gary Shimokawa            | Lisa Stotsky a Wendy Graf               | 8. února 1988      | 17. září 1995      | 2019          |
| 44           | 18        | Someone to Watch Over Me: Part 2  | Občané a zloději: část 2.        | Gary Shimokawa            | Lisa Stotsky a Wendy Graf               | 15. února 1988     | 24. září 1995      | 2020          |
| 45           | 19        | We Gotta Get Out of This Place    | Na vlastní pěst                  | Gary Shimokawa            | Marjorie Gross                          | 22. února 1988     | 10. září 1995      | 2018          |
| 46           | 20        | You Ain't Nothin' But a Hound Dog | Pes v domě                       | Gary Shimokawa            | Scott Spencer Gorden                    | 29. února 1988     | 21. května 1995    | 2002          |
| 47           | 21        | Hit Me With Your Best Shot        | Rváč                             | Gary Shimokawa            | Kevin Abbott                            | 7. března 1988     | 1. října 1995      | 2021          |
| 48           | 22        | Movin' Out                        | Stěhování                        | Tony Csiki a Nick Havinga | Alicia Marie Schudt                     | 14. března 1988    | 8. října 1995      | 2022          |
| 49           | 23        | I'm Your Puppet                   | Alfovo druhé já                  | Burt Brinckerhoff         | Al Jean a Michael Reiss                 | 21. března 1988    | 30. července 1995  | 2012          |
| 50           | 24        | Tequila                           | Tequila                          | Nick Havinga              | námět: Sandy Gillis scénář: Art Everett | 28. března 1988    | 11. října 1995     | 2023          |
| 51           | 25        | We Are Family                     | Přátelé                          | Nick Havinga              | Steve Pepoon                            | 2. května 1988     | 22. října 1995     | 2024          |
| 52           | 26        | Varsity Drag                      | Na mizině                        | Gary Shimokawa            | Lisa A. Bannick                         | 9. května 1988     | 3. září 1995       | 2017          |

### Třetí řada (1988–1989)
| Č. v seriálu | Č. v řadě | Původní název                                            | Český název           | Režie             | Scénář                                                 | Premiéra v USA     | Premiéra v ČR (ČT) | Produkční kód |
| ------------ | --------- | -------------------------------------------------------- | --------------------- | ----------------- | ------------------------------------------------------ | ------------------ | ------------------ | ------------- |
| 53           | 1         | Stop in the Name of Love                                 | Pro lásku všechno     | Nick Havin        | Skip Frank a Gwyn Gurian                               | 3. října 1988      | 22. září 1996      | 3001          |
| 54           | 2         | Stairway to Heaven                                       | Anděl strážný         | Burt Brinckerhoff | Philip Whitehill                                       | 10. října 1988     | 29. září 1996      | 3005          |
| 55           | 3         | Breaking Up is Hard to Do                                | Sousedé v krizi       | Nick Havinga      | Steve Pepoon                                           | 17. října 1988     | 6. října 1996      | 3002          |
| 56           | 4         | Tonight, Tonight                                         | Alfova show: část 1.  | Burt Brinckerhoff | Lisa A. Bannick, Steve Pepoon, Al Jean a Michael Reiss | 24. října 1988     | 13. října 1996     | 3006          |
| 57           | 5         | Tonight, Tonight                                         | Alfova show: část 2.  | Burt Brinckerhoff | Lisa A. Bannick, Steve Pepoon, Al Jean a Michael Reiss | 24. října 1988     | 20. října 1996     | 3006          |
| 58           | 6         | Promises, Promises                                       | Tajnosti              | Burt Brinckerhoff | Beverly Archer                                         | 31. října 1988     | 27. října 1996     | 3004          |
| 59           | 7         | Turkey in the Straw: Part 1                              | Odhalení: část 1.     | Nick Havinga      | Tom Patchett a Steve Hollander                         | 14. listopadu 1988 | 3. listopadu 1996  | 3008          |
| 60           | 8         | Turkey in the Straw: Part 2                              | Odhalení: část 2.     | Nick Havinga      | Tom Patchett a Steve Hollander                         | 15. listopadu 1988 | 10. listopadu 1996 | 3008          |
| 61           | 9         | Changes                                                  | Změna je život        | Nick Havinga      | Lisa A. Bannick                                        | 21. listopadu 1988 | 17. listopadu 1996 | 3007          |
| 62           | 10        | My Back Pages                                            | Staré dobré časy      | Burt Brinckerhoff | Ron Burla                                              | 28. listopadu 1988 | 24. listopadu 1996 | 3012          |
| 63           | 11        | Alone Again, Naturally                                   | Samota tíží           | Burt Brinckerhoff | Paul Fusco                                             | 5. prosince 1988   | 1. prosince 1996   | 3013          |
| 64           | 12        | Do You Believe in Magic?                                 | Mistr magie           | Tony Csiki        | Scott Spencer Gorden                                   | 12. prosince 1988  | 8. prosince 1996   | 3009          |
| 65           | 13        | Hide Away                                                | Zásah v pravou chvíli | Burt Brinckerhoff | Steve Pepoon                                           | 9. ledna 1989      | 15. prosince 1996  | 3014          |
| 66           | 14        | Fight Back                                               | Volejte mimozemšťana  | Nick Havinga      | Seth Weisbord                                          | 16. ledna 1989     | 22. prosince 1996  | 3016          |
| 67           | 15        | Suspicious Minds                                         | Elvis žije            | Nick Havinga      | Al Jean a Michael Reiss                                | 23. ledna 1989     | 29. prosince 1996  | 3010          |
| 68           | 16        | Baby Love                                                | Napjaté očekávání     | Nick Havinga      | Lisa A. Bannick                                        | 6. února 1989      | 4. března 1997     | 3011          |
| 69           | 17        | Running Scared                                           | Na útěku              | Gary Shimokawa    | Steve Pepoon                                           | 13. února 1989     | 14. ledna 1997     | 3017          |
| 70           | 18        | Standing in the Shadows of Love                          | Cyrano z Melmeku      | Nick Havinga      | David Cohen a Roger S.H. Schulman                      | 20. února 1989     | 21. ledna 1997     | 3015          |
| 71           | 19        | Superstition                                             | Smolný den            | Gary Shimokawa    | Steve Pepoon                                           | 27. února 1989     | 28. ledna 1997     | 3020          |
| 72           | 20        | Torn Between Two Lovers                                  | Sokové                | Nick Havinga      | Beverly Archer                                         | 6. března 1989     | 4. února 1997      | 3021          |
| 73           | 21        | Funeral for a Friend                                     | Přátelství až za hrob | Paul Fusco        | Scott Spencer Gorden                                   | 20. března 1989    | 11. února 1997     | 3023          |
| 74           | 22        | Don't Be Afraid of the Dark                              | Strach                | Nick Havinga      | Alicia Marie Schudt                                    | 27. března 1989    | 18. února 1997     | 3022          |
| 75           | 23        | Have You Seen Your Mother, Baby, Standing in the Shadow? | Jakeovo tajemství     | Howard Storm      | Paul Fusco a Lisa A. Bannick                           | 10. dubna 1989     | 25. února 1997     | 3026          |
| 76           | 24        | Like an Old Time Movie                                   | Hvězda němého filmu   | Nick Havinga      | Nelson Costello                                        | 17. dubna 1989     | 7. ledna 1997      | 3003          |
| 77           | 25        | Shake, Rattle and Roll                                   | Zemětřesení           | Nick Havinga      | Ron Burla                                              | 1. května 1989     | 11. března 1997    | 3018          |
| 78           | 26        | Having My Baby                                           | Už je to tady         | Nick Havinga      | Lisa A. Bannick                                        | 8. května 1989     | 18. března 1997    | 3019          |

### Čtvrtá řada (1989–1990)
| Č. v seriálu | Č. v řadě | Původní název                           | Český název                  | Režie        | Scénář                                                                                     | Premiéra v USA     | Premiéra v ČR (ČT) | Produkční kód |
| ------------ | --------- | --------------------------------------- | ---------------------------- | ------------ | ------------------------------------------------------------------------------------------ | ------------------ | ------------------ | ------------- |
| 79           | 1         | Baby, Come Back                         | Hledá se Eric                | Paul Miller  | David Silverman a Stephen Sustarsic                                                        | 18. září 1989      | 28. září 1997      | 4002          |
| 80           | 2         | Lies                                    | Sousto pro bulvár            | Paul Miller  | Jordan Tabat a Wesley Stern                                                                | 25. září 1989      | 5. října 1997      | 4003          |
| 81           | 3         | Wanted: Dead or Alive                   | Willie v podezření           | Nick Havinga | Victor Fresco                                                                              | 2. října 1989      | 12. října 1997     | 4004          |
| 82           | 4         | We're in the Money                      | V balíku                     | Paul Miller  | Jeanne Baruch a Jeanne Romano                                                              | 9. října 1989      | 19. října 1997     | 4001          |
| 83           | 5         | Mind Games                              | Životní poslání              | Nick Havinga | Jerry Stahl                                                                                | 16. října 1989     | 26. října 1997     | 3024          |
| 84           | 6         | Hooked on a Feeling                     | Alfova závislost             | Nick Havinga | Victor Fresco                                                                              | 23. října 1989     | 2. listopadu 1997  | 4005          |
| 85           | 7         | He Ain't Heavy, He's Willie's Brother   | Bratrská láska               | Paul Fusco   | Paul Fusco a Lisa A. Bannick                                                               | 30. října 1989     | 9. listopadu 1997  | 4006          |
| 86           | 8         | The First Time Ever I Saw Your Face     | Blízké setkání prvního druhu | Paul Fusco   | Paul Fusco a Lisa A. Bannick                                                               | 6. listopadu 1989  | 16. listopadu 1997 | 4007          |
| 87           | 9         | Live and Let Die                        | Žít a nechat zemřít          | Tony Csiki   | Steve Pepoon                                                                               | 13. listopadu 1989 | 23. listopadu 1997 | 4008          |
| 88           | 10        | Break Up to Make Up                     | Hádka                        | Tony Csiki   | Anne Meara                                                                                 | 20. listopadu 1989 | 27. prosince 1997  | 4009          |
| 89           | 11        | Happy Together                          | Alf zlobí                    | Paul Fusco   | David Silverman a Stephen Sustarsic                                                        | 27. listopadu 1989 | 3. ledna 1998      | 4010          |
| 90           | 12        | Fever                                   | Bacily útočí                 | Paul Miller  | Bruce David                                                                                | 4. prosince 1989   | 10. ledna 1998     | 3025          |
| 91           | 13        | It's My Party                           | Večírek                      | Nick Havinga | Steve Pepoon                                                                               | 11. prosince 1989  | 17. ledna 1998     | 4012          |
| 92           | 14        | Make 'em Laugh                          | Legrace je vážná věc         | Nick Havinga | Howard Bendetson                                                                           | 8. ledna 1990      | 24. ledna 1998     | 4011          |
| 93           | 15        | Love on the Rocks                       | Láska u ledu                 | Nick Havinga | Cecile Alch a Patricia Niedzialek                                                          | 15. ledna 1990     | 31. ledna 1998     | 4014          |
| 94           | 16        | True Colors                             | Umělecká kariéra             | Paul Miller  | David Silverman a Stephen Sustarsic                                                        | 22. ledna 1990     | 7. února 1998      | 4015          |
| 95           | 17        | Gimme That Old Time Religion            | Duchovní pastýř              | Paul Fusco   | Leslie Ann Podkin                                                                          | 29. ledna 1990     | 14. února 1998     | 4016          |
| 96           | 18        | Future's So Bright, I Gotta Wear Shades | Budoucnost s otazníkem       | Nick Havinga | Victor Fresco                                                                              | 5. února 1990      | 21. února 1998     | 4013          |
| 97           | 19        | When I'm Sixty-Four                     | Alfův idol                   | Paul Miller  | David Silverman a Stephen Sustarsic                                                        | 12. února 1990     | 7. března 1998     | 4018          |
| 98           | 20        | Mr. Sandman                             | Zlatá horečka                | Paul Miller  | Steve Pepoon                                                                               | 19. února 1990     | 14. března 1998    | 4019          |
| 99           | 21        | Stayin' Alive                           | Ekolog amatér                | Nick Havinga | Victor Fresco                                                                              | 26. února 1990     | 28. března 1998    | 4020          |
| 100          | 22        | Hungry Like the Wolf                    | Pudy vítězí                  | Nick Havinga | Paul Fusco                                                                                 | 3. března 1990     | 11. dubna 1998     | 4021          |
| 101          | 23        | I Gotta Be Me                           | Zralé rozhodnutí             | Paul Miller  | Beverly Archer                                                                             | 10. března 1990    | 18. dubna 1998     | 4017          |
| 102          | 24        | Consider Me Gone                        | Loučení                      | Nick Havinga | námět: Ian Praiser scénář: Steve Pepoon, David Silverman, Stephen Sustaric a Victor Fresco | 24. března 1990    | 2. května 1998     | 4022          |